# Sigvaldi Eggertsson
Sigvaldi Eggertsson (Reikiavik, 10 de junio de 2000) es un jugador de baloncesto islandés, que pertenece a la plantilla del ÍR Reykjavík. Con 2,00 metros de altura, juega en la posición de alero.

## Trayectoria
Se formó en la cantera del KR Reykjavík hasta el año 2015.
Ese mismo año fichó por el Villa de Mieres, equipo español de la Liga EBA, jugando con ellos gran parte de la temporada. Regresó a Islandia para debutar en la Domino's deildin, la máxima categoría del baloncesto islandés, con el ÍR Reykjavík. Jugó dos partidos al final de la temporada 2015-2016.
En julio de 2016 volvió al KR Reykjavík, su club de formación, para jugar la temporada 2016-17 con el club de Vesturbær, disputando 14 encuentros y proclamándose campeón de la Copa de Islandia.
El 1 de octubre de 2017 se marchó cedido al Fjölnir Reykjavík, de la 1. deild karla, para poder jugar con asiduidad y tener minutos. Jugó 23 partidos, promediando 19,2 puntos y 6,2 rebotes en 31 minutos por partido y una valoración de 17,4. Al término de la temporada fue elegido como el Mejor jugador joven de la 1. deild karla.
El 22 de agosto de 2018 inicia su segunda aventura en España y ficha por el Monbus Obradoiro de la ACB, para jugar en su filial de la Liga EBA, el Obradoiro Silleda, durante dos temporadas. En la 2019-20 juega 19 partidos, promediando 13,6 puntos y 3,8 rebotes por partido, con una valoración de 10,9.
El 5 de julio de 2020 retorna a Islandia para jugar con el ÍR Reykjavík.

## Selección de Islandia
Eggertsson ha sido internacional con Islandia en las categorías sub-15, sub-16 y sub-18. 

## Clubes
- Villa de Mieres (2015-2016)
- ÍR Reykjavík (2016)
- KR Reykjavík (2016-2018)
- →  Fjölnir Reykjavík (2017-2018)
- Obradoiro Silleda (2018-2020)
- ÍR Reykjavík (2020-actualidad)